# Soy tu fan (serie de televisión mexicana)
Soy tu fan fue una serie de televisión mexicana proveniente de una adaptación de la serie argentina homónima Soy tu fan, producida por Canana Films y Once TV México, contó con dos temporadas en televisión abierta mexicana. 
La versión mexicana fue adaptada por Dolores Fonzi y Constanza Novick bajo la dirección de Álvaro Hernández, Mariana Chenillo y Gerardo Naranjo. 
El primer episodio se estrenó el miércoles 28 de abril de 2010 a las 22:30 horas. La segunda temporada se estrenó el 19 de octubre de 2011. En 2022 se hizo la película Soy tu fan. Para 2023 se anunció una tercera temporada en la plataforma en streaming Star+.

## Temporadas

### Primera Temporada
Carla, conocida como "Charly", atraviesa una profunda depresión tras finalizar una relación de tres años con Julián. Poco después, en un café, conoce a Nicolás, quien rápidamente se enamora de ella. Charly descubre que su exnovio Julián ya tiene una nueva novia, Vanessa, quien es miembro de la banda en la que toca Julián. Decidida a olvidar a Julián, Charly empieza a salir con Nicolás y termina enamorándose de él.  
Charly tiene dos mejores amigas: Fernanda y Rocío. Fernanda vive con su novio Iñaki, mientras que Rocío ha decidido abstenerse de mantener relaciones sexuales hasta encontrar a alguien con quien pueda tener una relación seria. El hermano de Charly, Diego, mantiene una relación con su compañera de rodaje y coprotagonista, Ana.
La relación de Charly con Nicolás se vuelve estable y deciden vivir juntos, hasta que Charly se entera de que Julián terminó su relación con Vanessa. En un determinado momento, Charly es infiel a Nicolás con Julián. En un acto de honestidad, Charly le confiesa su infidelidad a Nicolás, quien decide terminar con ella definitivamente.
Mientras tanto, Rocío empieza a salir con un médico, solo para descubrir que él está casado. Por otro lado, Iñaki le propone matrimonio a Fernanda, quien acepta, pero la obsesión de Iñaki con su madre rompe el compromiso. Diego conoce a Nini y se enamora de ella, dejando a Ana. Sin embargo, cuando Ana y Nini se conocen, se hacen amigas, y Nini termina la relación con Diego para preservar su amistad con Ana.
Vanessa se obsesiona con convertirse en amiga de Charly y busca reconciliarse con ella. Charly le ruega a Nicolás que vuelva con ella, pero él ya no está interesado y empieza a salir con su amiga Carolina. Fernanda perdona a Iñaki y renuevan su compromiso. Rocío, después de una noche de copas, tiene relaciones con el hermano de Nicolás, Emilio, y queda embarazada.
Nini y Ana comienzan una relación sentimental y dejan a Diego, quien se ofrece a cuidar de Rocío y su hija. Vanessa habla con Charly y le hace ver que su destino no está con Julián. En la boda de Fernanda e Iñaki, Charly deja a Julián y se escapa en el coche nupcial, solo para darse cuenta de que Nicolás está muy bien con Carolina. Charly arranca el auto, pero su destino no se revela hasta la siguiente temporada.

### Segunda temporada
Charly se muda a una casa más grande junto con Diego, quien definitivamente ha decidido no volver a trabajar en telenovelas y se encuentra desempleado. Él y Rocío, cuyo embarazo está ya muy avanzado, llevan varios meses saliendo. 
Fernanda acaba de inaugurar una tienda de lencería llamada "Hips" y tiene una aventura con un chico llamado Beto mientras Iñaki se encuentra trabajando en Nueva York. Ana y Nini aparentemente ahora son novias, aunque sin tener relaciones sexuales de por medio. Nico y Caro están viviendo juntos, y Emilio sigue de viaje en la India, aunque regresará a tiempo para el parto de Rocío. 
Julián se ha ido, pero un nuevo personaje llamado Bruno, que está especializado en psiquiatría, quien conoce a Charly en un accidente de auto, tras lo cual inician un flirteo que deriva en una relación. Bruno trabaja en una clínica de rehabilitación para adictos, en la cual está internada Vanessa, quien ahora está obsesivamente enamorada de él. La hija de Rocío nace y decide nombrarla "Juana". Charly comienza a tener problemas en el trabajo pues una compañera que la molestaba constantemente ha sido ascendida y ahora es su jefa. Además, Martha, la mamá de Charly, se ha vuelto adicta al juego y tiene demasiadas deudas, por lo cual asiduamente le pide dinero a su hija, aunque sin decirle para qué lo necesita realmente.
Diego y Rocío encuentran dificultades para cuidar a la recién nacida Juana, debido a problemas económicos. Iñaki regresa de Nueva York y Fernanda trata infructuosamente de terminar su relación con Beto, al tiempo que sospecha fuertemente que no es la única que oculta algo en la relación. Charly empieza a salir con Bruno y llevan una relación estable. Iñaki y Fernanda definitivamente se separan porque Fernanda le confiesa su infidelidad, ya que ella también lo descubre siéndole infiel. Para rescatar su relación los dos acuden a terapia de pareja, pero no es suficiente y terminan por separarse: él se va a vivir a Nueva York con Megan (una chica estadounidense) y ella se queda soltera en México. Nico se reencuentra con Marcela, su amor de la primaria, y se casa con ella apresuradamente. A las pocas semanas ella lo abandona y él descubre que también había abandonado a su marido en Italia y le había robado dinero. Charly decide terminar con Bruno, porque se ha dado cuenta de que sus proyectos de vida son distintos. Nico le regala a Charly un viaje en globo y los dos toman el mismo viaje.

## Reparto

### Primera temporada
| Actor                     | Personaje                  |
| ------------------------- | -------------------------- |
| Ana Claudia Talancón      | Carla "Charly" García      |
| Martín Altomaro           | Nicolás "Nico" Cruz        |
| Osvaldo Benavides         | Julián Muñoz               |
| Edwarda Gurrola           | Vanessa                    |
| Maya Zapata               | Rocío Lozano               |
| Johanna Murillo           | Fernanda De la Peza        |
| Verónica Langer           | Marta Molina               |
| Juan Pablo Medina         | Iñaqui Díaz de Olavarrieta |
| Gonzalo García Vivanco    | Diego García               |
| Marcela Guirado           | Ana Solís                  |
| Juan Pablo Campana        | Federico                   |
| Alfonso Borbolla          | Xavier "Xavy"              |
| Fernando Carrillo Serrano | Facundo "Facu" Gonzáles    |
| Iván Arana                | Emilio Cruz                |
| Camila Selser             | Graciela "Nini"            |
| Tara Parra                | Beba                       |
| Francisco Rubio           | Ro.Ro                      |
| Mar Carrera               | Claudia                    |
| Mariana Gajá              | Caro                       |
| Fernando Carrillo         | Willy                      |
| Jorge Luke                | Roly                       |
| Salvador Zerboni          | Yunior                     |
| Alejandra Ambrosi         | Marcela "Marce" Berrón     |
| Rubén Zamora              | Español                    |

Participaciones especiales
| Actor                   | Personaje          |
| ----------------------- | ------------------ |
| Diego Martínez Ulanosky | Carlos             |
| Leonardo de Lozanne     | Tutor de Charly    |
| Randy Ebright           | Kevin Arnold       |
| Jorge Ezquivel          | Director de teatro |
| Javier Solórzano        | Tutor de Charly    |

### Segunda temporada
| Actor                  | Personaje                 |
| ---------------------- | ------------------------- |
| Ana Claudia Talancón   | Carla "Charly" García     |
| Martín Altomaro        | Nicolás "Nico" Cruz       |
| Maya Zapata            | Rocío Lozano              |
| Johanna Murillo        | Fernanda De la Peza       |
| Gonzalo García Vivanco | Diego García              |
| Verónica Langer        | Marta Molina              |
| Bruno Bichir           | Bruno                     |
| Edwarda Gurrola        | Vanesa                    |
| Camila Selser          | Graciela "Nini"           |
| Juan Pablo Medina      | Iñaki Díaz de Olavarrieta |
| Marcela Guirado        | Ana                       |
| Iván Arana             | Emilio Cruz               |
| Ximena Romo            | Mila                      |
| Alejandra Ambrosi      | Marcela "Marce" Berrón    |
| Ari Brickman           | Peter                     |

Participaciones especiales
| Actor                  | Personaje       |
| ---------------------- | --------------- |
| Mariana Gaja           | Carolina        |
| Bárbara Lombardo       | Susana Castelli |
| Pilar Lxquix Mata      | Cristina        |
| Moises Arizmendi       | Jorge           |
| Jana Raluy             | Ginecóloga      |
| Jesus Armanado Estrada | Fan Ana         |
| Emilio Valdés          | Beto            |

## Episodios

### Temporada 1
- Capítulo 1: Soy tu fan
- Capítulo 2: Teatro
- Capítulo 3: Volver al pasado
- Capítulo 4: Padre nuestro
- Capítulo 5: Campamento
- Capítulo 6: Treinta y cinco
- Capítulo 7: El parche
- Capítulo 8: La lista
- Capítulo 9: Despedida de soltera
- Capítulo 10: La valenciana es mía
- Capítulo 11: Honestidad brutal
- Capítulo 12: Mutismo
- Capítulo 13: El final

### Temporada 2
- Capítulo 1: Empezar de nuevo
- Capítulo 2: Dr. Psiquiatra
- Capítulo 3: Juana
- Capítulo 4: Tropezar de nuevo y con la misma piedra
- Capítulo 5: El beso
- Capítulo 6: Orgánico
- Capítulo 7: Soy tu fan
- Capítulo 8: El plan de back up
- Capítulo 9: Volver al pasado
- Capítulo 10: ¿Boda?
- Capítulo 11: Madre solo hay una
- Capítulo 12: Divorcio exprés
- Capítulo 13: El amor está en el aire

## Lanzamiento DVD y BR
En 2010 se lanzó en formato DVD la primera temporada de Soy Tu Fan con 4 DVD con audio estéreo 2.0 y material extra. La segunda temporada se lanzó a finales de 2012 en formato DVD y Blu-Ray en 4 discos con audio estéreo 2.0 y material extra.

## Banda sonora
Tema de Apertura
- Fan - Sandoval / Primera temporada
- Fan - Emmanuel Horvilleur / Segunda temporada

### Primera temporada
- Acapulco - Agrupación Cariño
- Algo Raro - Single
- Aunque yo te Quise Tanto - Agrupación Cariño
- Bendita - La Bien Querida
- Cielo Rojo - Fernando Carrillo/Willy
- Compartir - Carla Morrison
- Corre - Bianca Alexander
- Creo que Me Quieres - Los Fresones Rebeldes
- Cucurucho - Guatafan
- Curse The Space - Hey Chica!
- Dame La Felicidad - Bianca Alexander
- El Amor Mejora - Cola Jet Set
- El Momento Mas Feliz - La Casa Azul
- El Río se Levara tu Nombre - Corazón
- El Tripulante - Agrupación Cariño
- Espero que te Acuerdes de Mi - Agrupación Cariño
- Espero que te Acuerdes de Mi - Martin Altomaro "Nico" y Ana Claudia Talancon "Charly"
- Esta Soledad - Carla Morrison
- Estando Contigo - Los Soberanos
- Fan - Sandoval
- Fan - Sandoval, Ana Claudia Talancón Y Martin Altomaro
- Fiesta Permanente - Pau y Bufi
- Fuego al Juego - Pau y Amigos
- Hippie - Modular
- Hoy Ten Miedo de Mi - Fernando Delgadillo.

- I'm Queen - Le Butcherette
- Issues - Hey Chica!
- Jugando con el Corazón - Corazón
- La Peligrosa - Los Wendy's
- La Revolución Sexual - La Casa Azul
- Lágrimas - Carla Morrison
- Llevame a Dormir - Single
- Lo Que Me Gusta del Verano es Poder Tomar Helado - Papa Topo
- Maria Shaula - Jorge Luke
- Matrimonio por Conveniencia - Pau y Sonido Trucha
- Me Tienes Vigilado - Orquesta Internacional los Niches
- Nadie se dará cuenta - Linda Guilala
- Nunca Voy a Olvidarte - Mariana Gaja "Carolina"
- Obra de Arte - Agrupación Cariño
- Ovni - Modular
- Por ti no Morire - Joe Arroyo Y La Verdad
- Que Suene mi Campana - La Sonora Carruseles & Harold
- Revolución de Vegetales - Modular
- Rewind - Gentleman Reg
- Right For You - Asia Today
- Rosa Pastel - Ana Claudia Talancon "Charly"
- Se Me Perdió la Cadenita - La Sonora Dinamita
- Sobredosis - Los Titanes & Oscar Quesada
- Tarde o Temprano  - Elis Paprika
- Todo o Nada - Los Wendy's
- Tu de Que Vas - Franco de vita
- Unidos - Cola Jet Set
- Waffes - Los Wendy's
- Y al Final - Bianca Alexander

### Segunda temporada
- 33 (Treinta y Tres) - La Costa Brava
- A Sarcastic Hello - Anni B Sweet
- Arte - Nosoträsh
- Bendita - La Bien Querida
- Botellón - Fitness Forever
- Buenos Días, Corazón - Le Mans
- Buscando Amor - Agrupación Cariño
- Catástrofe n.º 17 - Le Mans
- Como Es - Carla Morrison
- Compartir - Carla Morrison
- Daath - Movus
- Deepest Hole - Anni B Sweet
- Disco Casino - Comisario Pantera
- Dos Luceros - Jazmin Solar
- El Desorden - Andrea Balency Trio
- El Final - Rostros Ocultos
- El Momento más Feliz - La Casa Azul
- El Sueño de mi Vida - Cola Jet Set
- El Tripulante - Agrupación Cariño
- Espero que te Acuerdes de Mi - Agrupación Cariño
- Esta Soledad - Carla Morrison
- Este Momento - Carla Morrison
- Get All Your Troubles - Improbable People
- Hyde Park - Cooper
- Dos Luceros - Jazmín Solar
- Tú y yo - Jazmín Solar
- La Chica Vampiro - Papa Topo
- La Noche Inventada - Anna D
- La Nueva Yma Sumac - La Casa Azul
- La Revolución Sexual - La Casa Azul
- Lo Que No fue No Será - Oswaldo Benavides
- Los Amantes - Anna D
- Luminosidad - Rosario Ortega
- Lunes de Pascua - La Bien Querida
- Mizraïm - Andrea Balency Trio
- Motorway - Anni B Sweet
- Pajarito del Amor - Carla Morrison
- Pasatiempos Poéticos - Ibon Errazkin
- Pueblo Fantasma - Los Wendy's
- Rancho Relaxo - Malibu
- Se Va - Rosario Ortega
- Si No Es Ahora - Timbiriche
- Suciedad - Carla Morrison
- Todo Cambia en un Instante - Single
- Tripulante - Agrupación Cariño
- Tu Luz - Carla Morrison
- Tumbada en mi Moqueta Azul - Anni B Sweet
- Vuelo - Madame Delux
- Yo Sigo Aquí - Carla Morrison